# Volucella tabanoides
Volucella tabanoides är en tvåvingeart som beskrevs av Victor Ivanovitsch Motschulsky 1859. Volucella tabanoides ingår i släktet humleblomflugor, och familjen blomflugor. Inga underarter finns listade i Catalogue of Life.